# 盧古蒂 (印地安納州)
盧古蒂（英語：Loogootee）是一個位於美國印地安納州馬丁縣的城市。

## 人口
根據2010年美國人口普查的數據，盧古蒂的面積為4.06平方千米，當中陸地面積為4.05平方千米，而水域面積為0.01平方千米。當地共有人口2,751人，而人口密度為每平方千米677.59人。